# دانشگاه سری ونکاتسوارا
دانشگاه سری ونکاتسوارا (که معمولاً به عنوان دانشگاه SV یا SVU شناخته می‌شود) یک دانشگاه دولتی واقع در تیروپاتی، آندرا پرادش، هند است. این دانشگاه به افتخار لرد ونکاتسوارا نامگذاری شده‌است چرا که قبر او در شهر واقع شده‌است.
این دانشگاه در سال ۱۹۵۴ توسط وزیر ارشد وقت ایالت آندرا پرادش، جناب تانگتوری پراکاسام پانتولو تأسیس و سیرام گووینداراجولو نایدو به عنوان معاون انتخاب شد. محوطه دانشگاه منطقه وسیعی را در زمینی که توسط تیرومالا تیروپاتی دواستانامز اجاره شده‌است، پوشش می‌دهد. این دانشگاه در ضلع غربی تیروپاتی قرار دارد و توسط سایر دانشگاه‌های شهر احاطه شده‌است، این دانشگاه‌ها عبارتند از سری پادماواتی ماهیلا ویسواویدیالایم، دانشگاه دامپزشکی سری ونکاتسوارا، دانشگاه ودیک سری ونکاتسوارا، مؤسسه علوم پزشکی سری ونکاتسوارا و دانشگاه ملی سانسکریت.

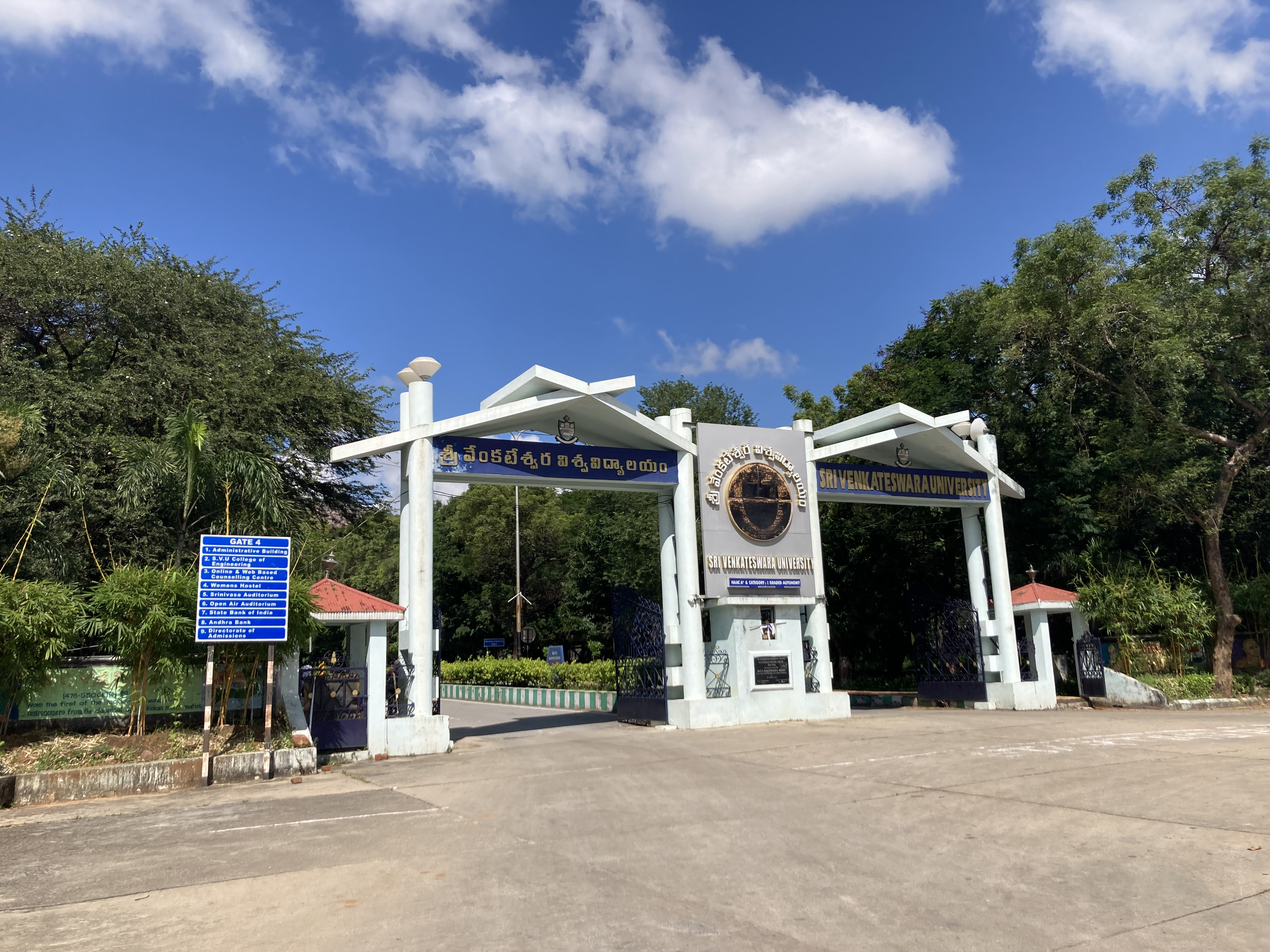
ورودی اصلی دانشگاه سری ونکاتسوارا

دانشگاه سری ونکاتسوارا بر اساس رتبه‌بندی دانشگاه‌های جهانی آموزش عالی تایمز در سال ۲۰۲۰ در رتبه ۸۰۱–۱۰۰۰ در بین دانشگاه‌های جهان و رتبه ۲۰۱–۲۵۰ در بین دانشگاه‌های آسیا قرار گرفت. همچنین رتبه‌بندی دانشگاه‌های جهانی QS در سال ۲۰۲۰ آن را در رتبه ۲۴۸ آسیا قرار داده‌است. این دانشگاه بر اساس چارچوب رتبه‌بندی نهادی ملی در سال ۲۰۲۰ در رتبه ۶۸ هند قرار گرفت، در بین دانشگاه‌ها در رتبه ۳۸ و در رتبه‌بندی مهندسی ۱۵۳ قرار گرفت.